# Tage Kurtén
Tage Alvarson Kurtén, född 29 maj 1950 i Vasa, är en finländsk teolog. 
Kurtén avlade humanistisk kandidatexamen 1975 och blev teologie doktor 1982. Han har varit knuten främst till Åbo Akademi, där han 1998 blev professor i teologisk etik med religionsfilosofi. I sin forskning har han studerat religionens roll i samhället, inte minst hur trosfrågor avspeglas inom kulturlivet. Bland hans skrifter märks Tillit, verklighet och värde (1995), Bakom livshållningen (1997) och Teologi i nutida sammanhang (1998). Han har deltagit aktivt i kulturdebatten som huvudredaktör för Finsk Tidskrift sedan 1982. 

## Utmärkelser
- Riddartecknet av I klass av Finlands Vita Ros’ orden,  6 december 2013[1]

[Redigera Wikidata]